# Veicolo gettaponte

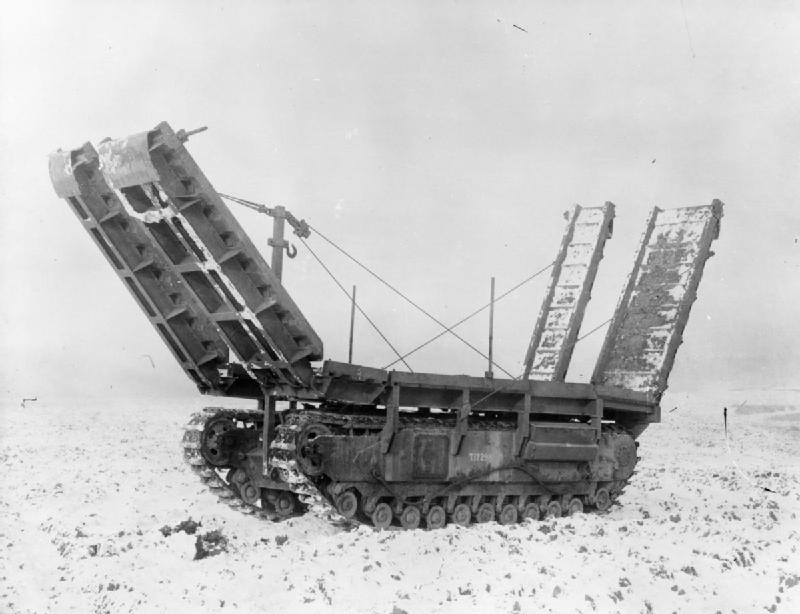
Uno dei primi carri gettaponti, un Mk IV Churchill

Un veicolo gettaponte corazzato (o dall'inglese armoured vehicle-launched bridge, AVLB) è una tipologia di veicolo militare per uso speciale progettato per posare ponti o passerelle relativamente piccoli attraverso fossati, sia naturali che di difesa, di solito la base è un carro armato medio o simile, spesso un modello non più in uso in prima linea.

## Utilizzo

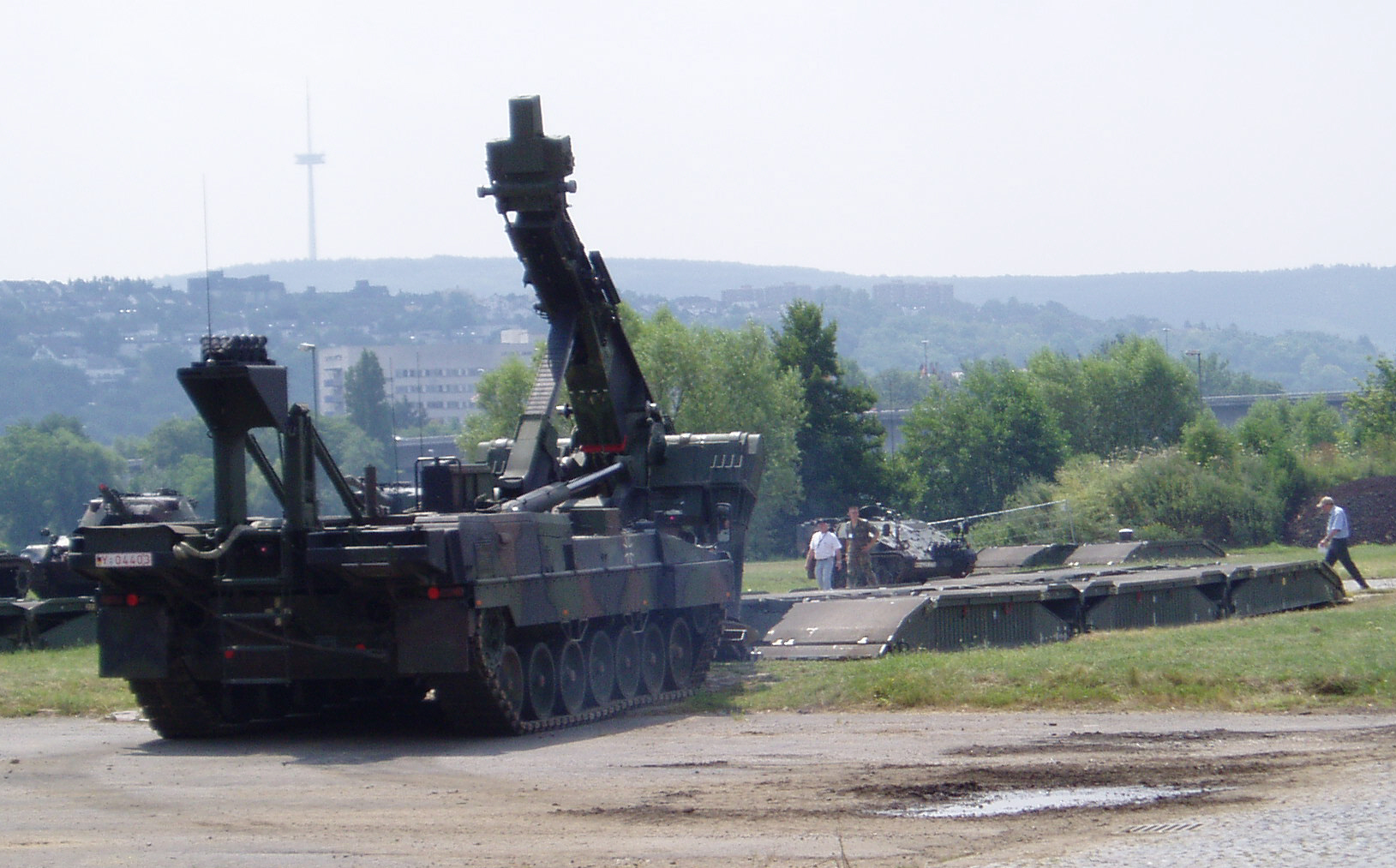
Una PSB 2 tedesca con ponte posato

Spesso per costruire passerelle di fortuna su fossati anticarro non troppo larghi è opportuno utilizzare ponti (o, se vogliamo essere più precisi, considerando le portate, passerelle) su cui un veicolo monta direttamente per superare l'ostacolo, per lunghezze di circa 20 m o poco di più. Il compito di questi veicoli è il trasporto, il lancio ed il recupero dei ponti d'assalto.
Il problema del movimento del ponte nella fase di montaggio non è ancora completamente risolto, considerando che un ponte sollevato verticalmente e poi installato sull'ostacolo presenta due svantaggi: il primo è che, alla massima elevazione, il baricentro del sistema veicolo/ponte è molto alto, quindi tutto il sistema è instabile e rischia di ribaltarsi. L'altro invece proviene dal fatto che, nello stesso momento, il sistema è molto visibile, quindi è soggetto al tiro delle artiglierie nemiche. D'altra parte un movimento orizzontale richiede uno spazio libero molto maggiore e, comunque, sbilancia ugualmente il veicolo.

## Storia

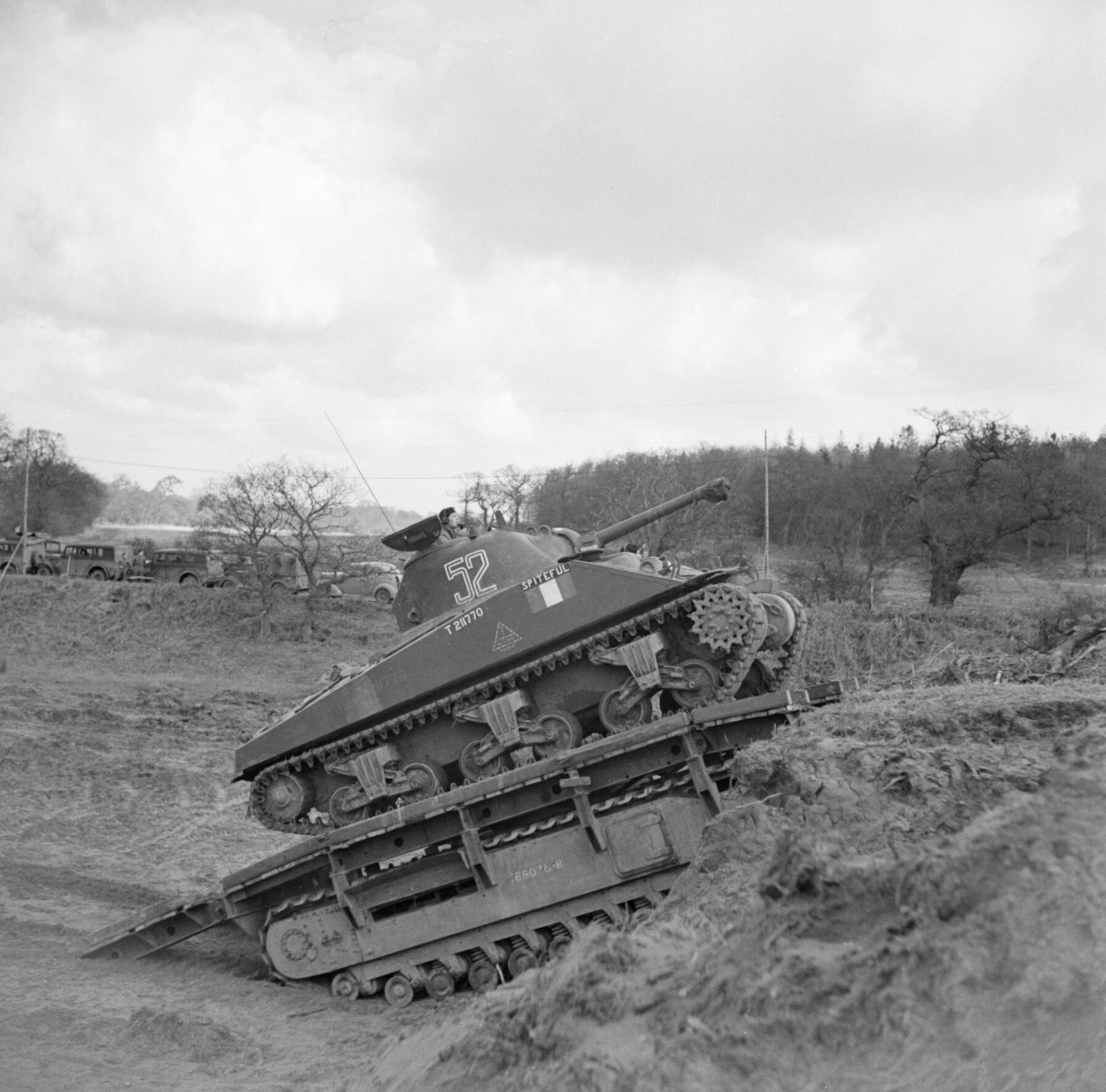
Un ARK in azione, con sopra un M4 Sherman

I primi veicoli di questo tipo comparvero nel corso della Seconda guerra mondiale, ad opera degli Stati Uniti, su scafi di carro medio o derivati. Il primo fu il T32 su scafo M7 Priest che portava un ponte a forbice (quindi a movimento verticale), ma rimase solo allo stato sperimentale, anche se altri veicoli negli anni successivi alla guerra adottarono architetture molto simili. Un altro veicolo, su scafo M4 Sherman, fu il Twaby ark, di progettazione britannica, ma documentato nell'uso solo nell'esercito americano. Questo veicolo portava un ponte in tre sezioni, di cui la sezione centrale era fissata sullo scafo (ovviamente privo di torretta), mentre le due sezioni di estremità erano simili a ponti levatoi. Il veicolo entrava direttamente nel fossato con le sezioni di estremità alzate, che, una volta abbassate, formavano una passerella continua di circa 12 m di lunghezza. Non è documentato l'uso in  combattimento di questo veicolo.
Successivamente alla guerra per diversi anni non furono sviluppati progetti di veicoli di questo tipo, fino al 1968, quando fu sviluppato l'M11, su scafo M113, con un ponte d'assalto di peso limitato (in lega di alluminio) e lungo circa 10 m, il massa del ponte era di 1200 kg per una capacità di carico di 15 t. Per carichi maggiori fu sviluppato un ponte "Classe 60", i primi dei quali (prodotti nei primi anni '50) erano basati sullo scafo del carro M48 Patton nelle varie versioni, il veicolo era indicato come AVLB48A2 (Armoured Vehicle Launching Bridge - veicolo gettaponti corazzato), il ponte era forbice in due versioni di lunghezza 13 o 19 m, e con classe di carico 60.

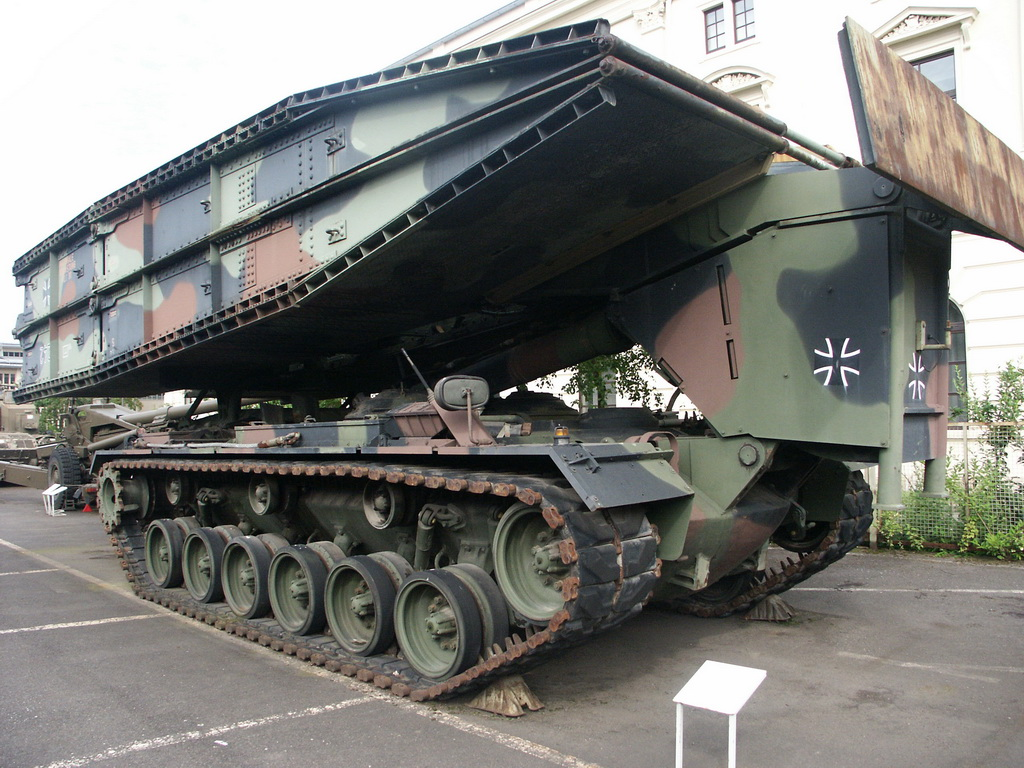
Esempio di moderno carro gettaponte, un M48 Patton

Quando i carri  M48 furono tolti dal servizio, per ragioni logistiche i veicoli gettaponte furono realizzati su scafo M60 Patton (M60A1 AVLB). Infine, quando il carro da combattimento standard divenne l'M1 Abrams fu necessario sviluppare ponti diversi e veicoli gettaponte diversi, Quindi fu sviluppato un  ponte classe 70 lungo 24 m dalle IMI (Industrie Militari Israeliane), su contratto dell'US Army, il veicolo era su scafo Abrams.
Oltre ai veicoli gettaponte statunitensi in ambito NATO operarono veicoli gettaponte di altre nazioni.
- Nei primi anni dopo la guerra operarono due veicoli britannici su scafo Centurion, il FV 4002 (Centurion Mk 5 Bridgelayer), realizzato nel 1959, con una passerella lunga 16,31 m in Classe 80, che però presenta lo svantaggio di dover essere portata in un unico pezzo rigido, con le conseguenze relative sia alla manovrabilità del sistema sia alla visibilità nel corso della messa in opera. Di questo veicolo furono realizzate varianti nel Regno dei Paesi Bassi e Israele che utilizzavano ponti a forbice (quello della variante israeliana era progettato in Italia). L'altro veicolo era il FV 4016 (Centurion Mk 5 ARK), derivato da un veicolo similare della Seconda guerra mondiale su scafo Mk IV Churchill e dal già citato Twaby Ark, entrato in servizio nel 1965 con una passerella integrale allo scafo fornita di due rampe abbattibili, permettendo una lunghezza della passerella di 22,86 m. Successivamente questi veicoli furono sostituiti dal FV 4205 su scafo Chieftain, che presentava una passerella particolarmente lunga (24,4 m), realizzato nel 1971 e prodotto in serie a partire dal 1974. La passerella era del tipo a forbice, quindi a movimento verticale, oltre a quella indicata sopra il veicolo poteva gettare una passerella lunga 13,3 m, entrambe le passerelle erano in Classe 60.

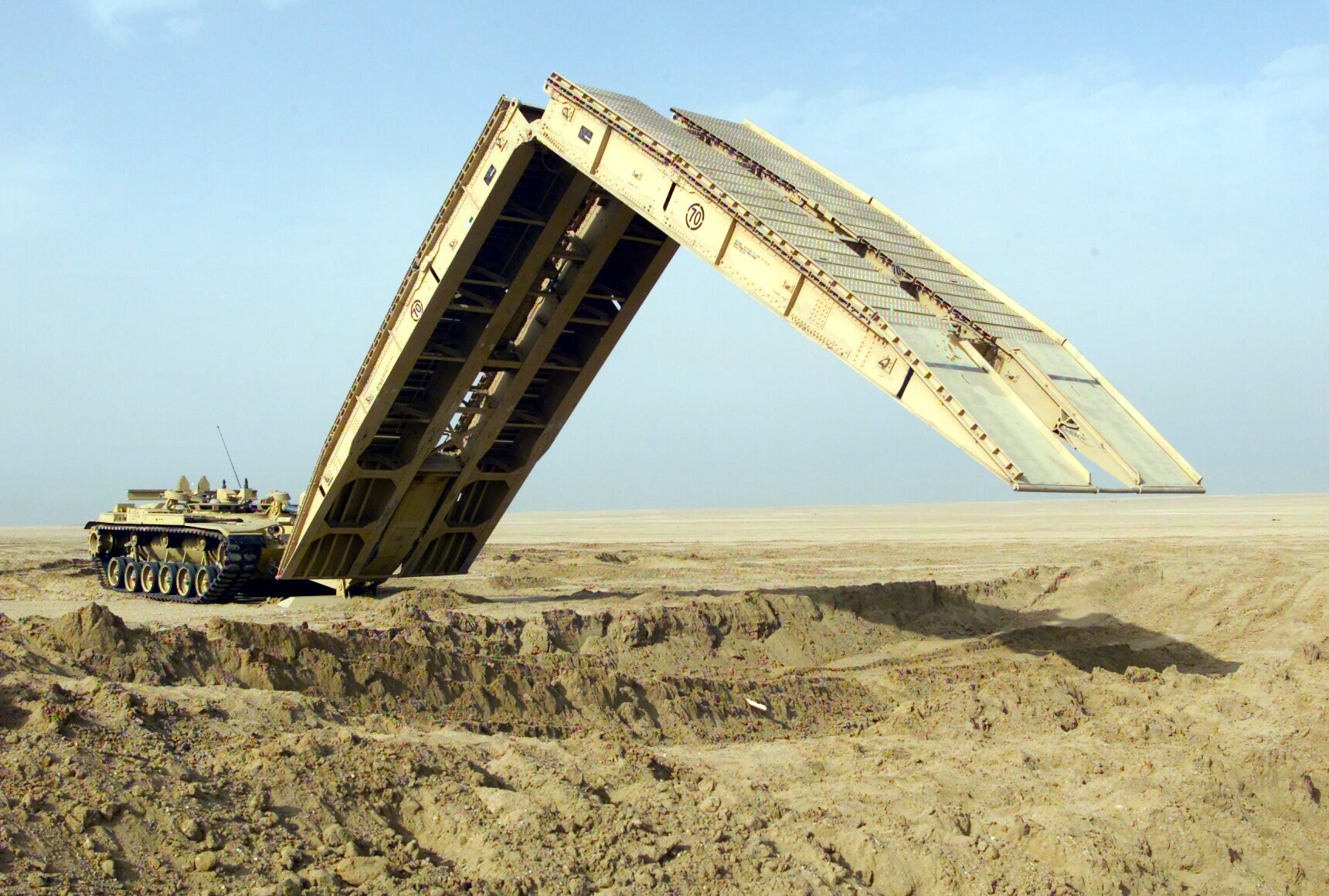
Un carro gettaponte M60 AVLB

- Il Biber, tedesco, progettato nel 1969, su scafo Leopard 1. Il movimento della passerella era totalmente orizzontale, permettendo quindi un migliore occultamento del mezzo nelle fasi (sempre critiche) di lancio. La passerella era in classe 50 ed era lunga 22 m.
- Il veicolo italiano per il lancio di ponti era su carri M47/M48/M60 Patton, mentre le passerelle e il sistema oleodinamico di movimentazione erano totalmente progettati e costruiti in Italia, dalla Astra di Piacenza. Le passerelle sono di lunghezze variabili dai 18 ai 22 m, di classe da 54 a 60, con sistema di lancio a forbice, recuperabili dalla sponda opposta dallo stesso carro trasportatore. Utilizzando due veicoli ed opportuni accorgimenti era possibile portare la lunghezza della passerella a ben 38 m. Tali veicoli furono largamente e proficuamente utilizzati dai reparti del Genio Pontieri, durante le operazioni di soccorso in occasione del terremoto del Friuli, nel 1976.
- In Francia il primo carro usato per i gettaponte fu il AMX-13 e successivamente il AMX-30, entrambi utilizzando passerelle a forbice.

Nel Patto di Varsavia i carri gettaponte furono su scafo T-54/55, con capacità di carico di 60 t e lunghezze di 12,3 m (movimento orizzontale) o 19,66 m. Sempre nell'ambito di questa alleanza furono molto sviluppati veicoli ruotati in grado di trasportare sezioni più o meno pesanti di ponte, da utilizzare in un'eventuale guerra nel territorio tedesco per superare di slancio i vari fiumi che corrono perpendicolari alla presumibile linea di avanzata verso il Reno, anche in presenza di demolizioni effettuate dalle unità del genio della NATO.  In particolare  furono utilizzati telai di autocarri KrAZ-214 o KrAZ-255B, entrambi 6x6, utilizzati direttamente per il lancio di ponti TMM (in quattro campate, per una lunghezza totale di 40 m ed una capacità di carico di 60 t). Per l'attraversamento di bracci d'acqua più larghi venivano usati ponti di barche, trasportati su autocarri pesanti, materiali usati con successo dall'Egitto per il forzamento del canale di Suez nel corso della Guerra dello Yom Kippur.
Oltre ai veicoli gettaponte propriamente detti esistono veicoli ruotati in grado di trasportare l'equipaggiamento completo per la costruzione di un ponte di fortuna o di un ponte di barche.